# Selberg-klasse
In de getaltheorie, een deelgebied van de wiskunde, is de Selberg-klasse een axiomatische definitie van een klasse van L-functies. De leden van deze Selberg-klasse zijn Dirichletreeksen die gehoorzamen aan vier axioma's die de essentiële eigenschappen lijken te vangen, waaraan door de meeste functies wordt voldaan die men meestal L-functies of zèta-functies noemt. Hoewel de exacte aard van de klasse deels speculatief is, heeft men de hoop dat de definitie van de klasse zal leiden tot een classificatie van de inhoud ervan en tot een opheldering van haar  eigenschappen, waaronder inzicht in hun relatie tot automorfe vormen en de Riemannhypothese. De Selberg-klasse werd eind jaren tachtig van de twintigste eeuw geconstrueerd door de Noorse wiskundige Atle Selberg. 